# Adolf Hansen (politiker)
 Der er flere personer med dette navn, se Adolf Hansen.
Adolf Viktorinus Hansen (født 22. januar 1936 på Toftir, død 8. september 2002 i Århus) var en færøsk sømand og kristendemokratisk politiker (KrF).
Han stiftede midt i 1970'erne fiskerpartiet Fiskivinnuflokkurin, der i 1978 indgik i Framburðsflokkurin og blev til Framburðs- og fiskivinnuflokkurin, som i 1985 omdøbtes til Kristiligi Fólkaflokkurin og fik en klarere værdikonservativ profil. Hansen var valgt til Lagtinget fra Eysturoy 1978–1988. Hansen var på tale som ny fiskeriminister i 1987, men fik ikke posten. Hansen brød med Kristiligi Fólkaflokkurin i 1988 og stiftede Framsóknarflokkurin samme år. Partifællen Karolina Petersen blev social- og kommunalminister, men partiet blev aldrig repræsenteret i Lagtinget og gik hurtigt i opløsning.
Hansen var uddannet skipper og arbejdede som fisker, styrmand og fiskeskipper gennem hele sit arbejdsliv.